# Индикатор MACD
Индикатор MACD (англ. Moving Average Convergence/Divergence — схождение/расхождение скользящих средних) — технический индикатор, разработанный Джеральдом Аппелем (англ. Gerald Appel), используемый в техническом анализе для оценки и прогнозирования колебаний цен на фондовой и валютной биржах.
Индикатор используют для проверки силы и направления тренда, а также определения разворотных точек. Строится на основе скользящих средних. Существует две модификации индикатора MACD: линейный MACD и MACD-гистограмма.

## Линейный MACD
Для расчёта линейного MACD из скользящей средней цены (обычно берётся экспоненциальная скользящая средняя с меньшим периодом) вычитается экспоненциальная скользящая средняя с большим периодом. В большинстве случаев полученный результат сглаживают при помощи  экспоненциальной скользящей средней (EМА), чтобы устранить случайные колебания.
1) MACD = ЕМАs(P) − EMAl(P)
2) Signal = EМАa(ЕМАs(P) − EMAl(P)) — (сигнальная линия)
Гистограмма разности = (1) − (2) — (столбики штриховки на рисунке справа-вверху)
где:
- EMAs(P) — экспоненциальная скользящая средняя с коротким периодом от цены.
- ЕМАl(P) — экспоненциальная скользящая средняя с длинным периодом от цены.
- EМАa(P) — сглаживающая скользящая средняя с коротким периодом от разницы двух остальных скользящих.
- P — цена, обычно берётся цена закрытия периода Close, но возможны и другие варианты (Open, High, Low, Close, Median Price, Typical Price и т. д.)

По умолчанию на дневном графике часто используют следующие настройки MACD:
- ЕМАs — (короткая) с периодом 12 дней (две недели).
- ЕМАl — (длинная) с периодом 26 дней (месяц).
- EМАa — (сглаживающая разницу) с периодом 9 значений.

## Использование MACD
Чаще всего индикатор используют для выявления торговых сигналов при боковом движении цен — периоды стабилизации курса после повышения или понижения (консолидация).
Обычно сигналом «Покупать» считают, когда линия MACD (на рисунке синяя линия) пересекает снизу вверх сигнальную линию (красная линия). Сигналом «Продавать» считают, когда линия MACD пересекает сигнальную линию сверху вниз.
Чем больше таймфрейм (период времени одного элемента графика), тем меньше будет ложных сигналов. Хорошие результаты дают недельные и дневные графики, в меньшей степени — часовые. На малых временных масштабах относительная волатильность цен выше.

## Система линий
Если всегда «Покупать», когда скользящая меньшего периода пересекает скользящую большего периода снизу вверх и «Продавать», когда она пересекает сверху вниз, то результаты могут быть плохими: после пересечения скользящей средней меньшего периода скользящей средней большего периода снизу вверх цена часто откатывается в противоположную сторону, приводя к убытку в открытой по этому пересечению позиции (смотрите рисунок: в окне графика цены после падения курса с точки «С» на «В» она откатилась на точку «Д», а затем цена, развернувшись, ушла вниз на точку «Е»; в окне MACD — индикатор следует графику цены, однако, как только скользящая средняя меньшего периода (синяя линия) с точки «В» развернулась и пересекла среднюю большего периода (красная линия) снизу вверх, синяя линия тут развернулась с точки «Д» и ушла вниз).
Обычный подход в устранении недостатков любого индикатора заключается в добавлении дополнительных индикаторов: ADX, RSI, Stochastic и других. В этом случае определенно можно сказать, что система из двух, трех или четырех индикаторов, становится более сложной для правильного чтения всех сигналов. Однако, во-первых, как показывает тестирование, такая система не обязательно становится эффективной. А во-вторых, для трейдера, начинающего работу на рынке по купле-продаже акции или валютной пары, важно иметь как можно более простую систему, поскольку управиться с несколькими индикаторами гораздо сложнее, чем с одним.

## Гистограмма MACD
Расстояние между быстрой и медленной линиями MACD в течение всего времени изменяется, эти изменения дают неплохие дополнительные сигналы. Для того чтобы их было легче распознать необходимо построить гистограмму MACD, которая строится по следующей несложной формуле:
Гистограмма MACD = Быстрая линия MACD — Медленная линия MACD.
Значения, полученные по этой формуле, лучше представлять в виде гистограммы.
Когда быстрая линия выше медленной, то гистограмма положительна, она выше нуля и её значение показывает насколько быстрая линия дальше (выше) от медленной. Когда быстрая линия ниже медленной, гистограмма отрицательна, её значение показывает насколько быстрая линия дальше (ниже) от медленной.
При росте гистограммы (предыдущий столбик гистограммы ниже следующего), независимо от положения гистограммы выше или ниже нуля усиливается сила быков (игроков на повышение), это сигнал для сделок на повышение. При падении гистограммы (предыдущий столбик гистограммы выше следующего), усиливается сила медведей (игроков на понижение), это сигнал для сделок на понижение.

## Дивергенция
Дивергенция  — расхождение направленности индикатора и графика цены таким образом, что более высокий максимум цены не подтверждается более высоким максимумом на индикаторе MACD (медвежья дивергенция) или наоборот, более низкий минимум не подтверждается минимумом на индикаторе (бычья дивергенция). Подобные сигналы присущи всем осцилляторам.
Как правило, возникновение дивергенции означает завершение движения (ослабление силы тренда) и возможную сильную коррекцию или разворот. Чем больше таймфрейм графика цены, тем сильнее сигнал.

## Недостатки MACD
- И линейный MACD и MACD гистограмма дают много ложных сигналов на часовых и меньших таймфреймах, поэтому индикаторы MACD лучше использовать на дневных, недельных и месячных графиках.
- Линейный индикатор MACD иногда значительно запаздывает при формировании трендовых сигналов.
- Чем меньше значение параметров в настройках MACD, тем больше ложных сигналов подает индикатор, чем больше значение — тем больше торговых сигналов он «пропускает».